# Dmitri Jewgenjewitsch Ljubinski

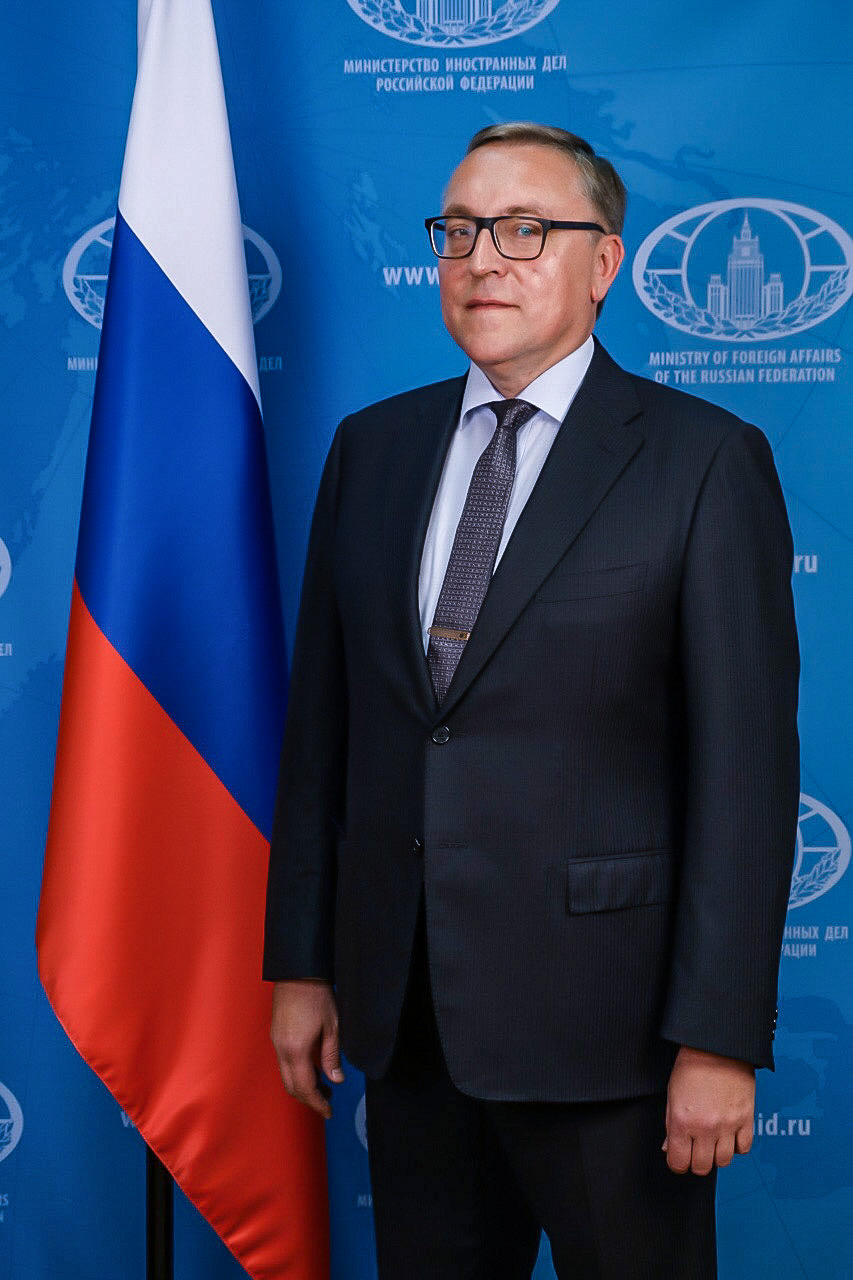
S.E.Dmitri Ljubinski, Botschafter der Russischen Föderation in der Republik Österreich.

Dmitri Jewgenjewitsch Ljubinski (russisch Дмитрий Евгеньевич Любинский; * 1. Dezember 1967 in Moskau) ist ein russischer Diplomat und seit August 2025 stellvertretender Außenminister der Russischen Föderation. Von August 2015 bis August 2025 war er Botschafter der Russischen Föderation in Österreich.

## Leben
Ljubinski absolvierte 1989 die Moskauer Universität für Internationale Beziehungen beim Außenministerium der Russischen Föderation (MGIMO) und trat im selben Jahr den diplomatischen Dienst an. Vom 21. bis 23. November 1991 gehörte Ljubinski der Delegation des ersten Präsidenten der Russischen Föderation Boris Jelzin während seines Besuches in der Bundesrepublik Deutschland an. Von 1992 bis 1996 war er Büroleiter des stellvertretenden Außenministers der Russischen Föderation. Von 1996 bis 2000 arbeitete Ljubinski als Botschaftsrat der Botschaft der Russischen Föderation in Bonn und Berlin, danach bis 2004 – als stellvertretender Direktor der Vierten Europäischen Abteilung im russischen Außenministerium.
Von 2001 bis 2003 war er Gesandter in Österreich und kehrte anschließend als stellvertretender Direktor in die Dritte Europäische Abteilung des Außenministeriums zurück, deren Leitung er am 22. März 2010 übernahm. Am 10. August 2015 wurde er per Erlass Nr. 416 des russischen Präsidenten zum außerordentlichen und bevollmächtigten Botschafter der Russischen Föderation in Österreich ernannt.
Im August 2025 ernannte ihn Präsident Wladimir Putin zum einem der zehn Stellvertreter von Außenminister Sergei Lawrow.
Ljubinski ist verheiratet und hat zwei Töchter (geb. 1992 und 2002). Er spricht neben Russisch auch Deutsch und Englisch.